# Zonophora regalis
Zonophora regalis – gatunek ważki z rodziny gadziogłówkowatych (Gomphidae). Znany tylko z miejsca typowego położonego w stanie Amazonas w południowej Wenezueli. Brak stwierdzeń od czasu zebrania okazów typowych.
Gatunek ten opisał Jean Belle w 1976 roku, w oparciu o trzy samce (holotyp i dwa paratypy) odłowione w marcu 1957 roku w La Ceiba del Ventuari w wenezuelskim stanie Amazonas. Okazy zostały odłowione przez Janisa Rácenisa, który jako pierwszy uznał, że reprezentują one nowy, nieopisany jeszcze gatunek.